# Adastra (album)
Adastra je album prvijenac istoimenog zagrebačkog rock sastava u izdanju izdavačke kuće Croatia Records.

## Popis pjesama
1. "Nabujala rijeka" (3:23)
2. "Ti si sa neba" (5:35)
3. "Iza zidova" (3:16)
4. "Zar je moguće" (3:36)
5. "Olujna noći" (3:30)
6. "Samo da znaš" (3:19)
7. "Pješčani sat" (4:01)
8. "Ja se kajem" (3:28)
9. "Ponekim krikom" (4:02)
10. "Pusti" (4:02)
11. "Miris tvoje kose" (4:55)
12. "Kraj" (3:40)